# Fritz Egon Pamer

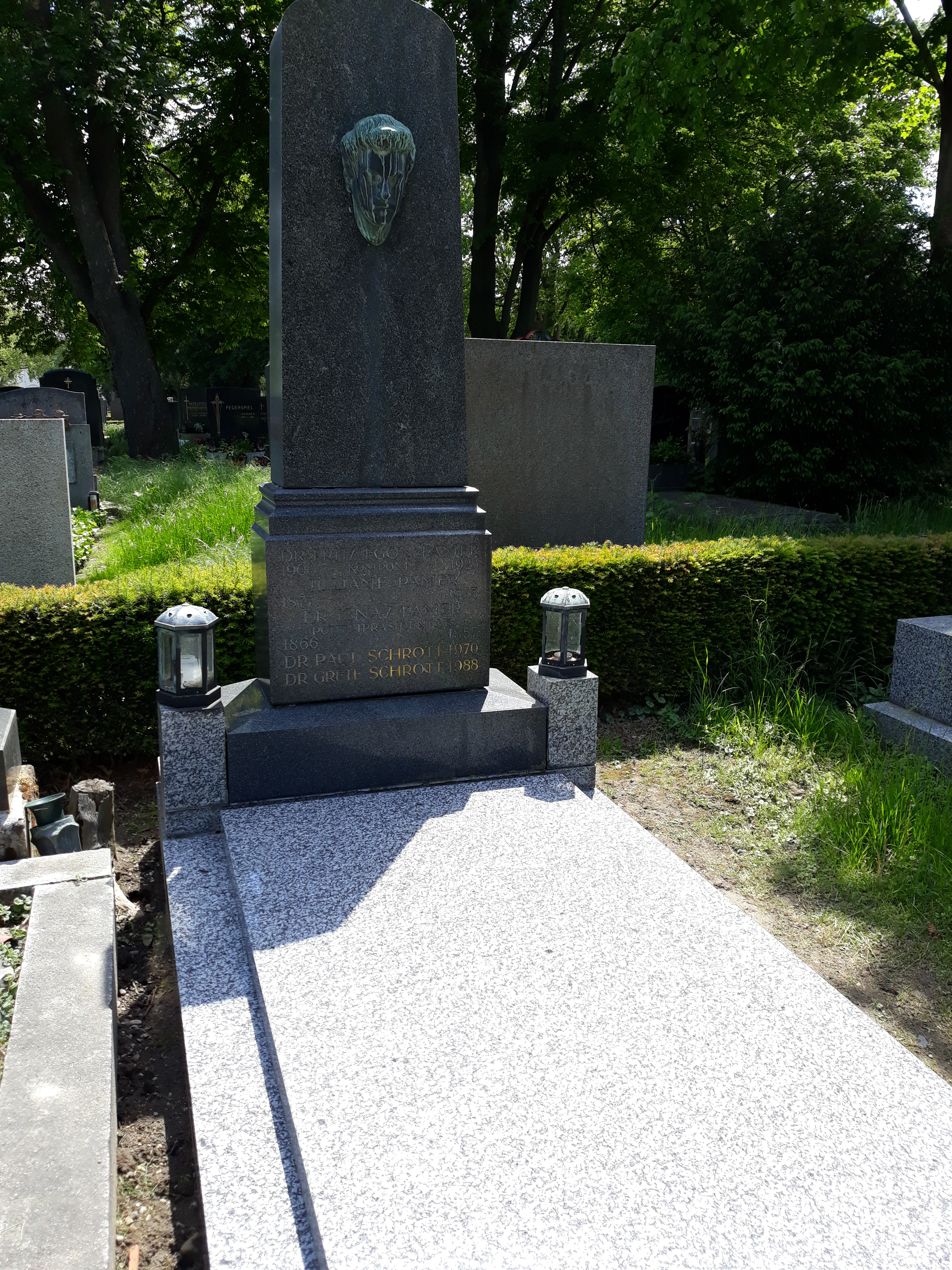
Das Grab von Fritz Egon Pamer im Familiengrab auf dem Zentralfriedhof Wien

Fritz Egon Pamer (* 6. Juni 1900 in Wien; † 18. Oktober 1923 ebenda) war ein österreichischer Komponist, Autor und Musikwissenschaftler.
Pamer wurde als Sohn des späteren Polizeipräsidenten Ignaz Pamer in Wien geboren. Bereits mit 14 Jahren begann er autodidaktisch zu komponieren. Während des Ersten Weltkrieges, an dem er nur in den letzten Kriegsmonaten als Soldat teilnahm, besuchte er für kurze Zeit das Kompositionsseminar von Arnold Schönberg. Nach dem Krieg studierte er an der Universität Wien am Musikwissenschaftlichen Institut bei Guido Adler und Hans Gál Musikwissenschaften und verfasste für das von Adler herausgegebene Handbuch der Musikwissenschaft den Beitrag über das romantische Lied im 19. Jahrhundert. Daneben leitete er den von Hermann Ritter von Schmeidel (1894–1953) gegründeten Frauenchor und unterrichtete 1921/22 musikalische Formenlehre an der Wiener Urania.
1923 promovierte Pamer mit einer Dissertation über Gustav Mahlers Lieder, die erste wissenschaftliche Auseinandersetzung mit dem Liedschaffen Mahlers. Im selben Jahr starb Pamer am Dreimarkstein durch Suizid. Er hinterließ mehr als 110 Werke, darunter zahlreiche Liedzyklen, ein Ballett (gewidmet der Primaballerina der Wiener Staatsoper Else von Strohlendorf), zwei vollendete Opern, sinfonische Dichtungen, Kammermusik und zahlreiche Werkskizzen. Sein musikalischer Nachlass befindet sich in der Musiksammlung der Österreichischen Nationalbibliothek und der Wienbibliothek.

## Werke (Auswahl)
- Das Märchen von der Seejungfrau (Kammeroper nach Hans Christian Andersen, Text vom Komponisten)
- Totentanz (Ballett, Szenario von Fritz Egon Pamer und Else von Strohlendorf)
- Ein Lied vom Leben (Liederzyklus nach Texten von Rabindranath Tagore)
- Chinesisches Intermezzo (Liederzyklus nach Texten chinesischer Dichter, übertragen von Hans Bethge)
- Gespenstersuite (für Klavier)
- Die Fahrt des Trauermantels (Klaviersuite)
- Messe der Schlafenden (Fragment)